# Дмитро Селепей
Дмитро Селепей (1896, Хриплин, Станіславівський повіт, Королівство Галиції та Лодомерії, Австро-Угорщина — 22 лютого 1935, Надвірна, Надвірнянський повіт, Станиславівське воєводство, Друга Річ Посполита) — лікар, член Українського лікарського товариства (з 1929 р.), громадський діяч.

## Біографія
Народився у селі Хриплин біля Станіславова у 1896 році. Навчався у Станиславівській гімназії. У 1915 році добровільно зголосився до Українських Січових Стрільців, згодом був вояком коша під командуванням Євгена Коновальця. В 1922 році вступив на лікарський факультет університету в Празі, де брав активну участь у громадсько — політичному житті українських емігрантів. Після підтвердження диплома у Вільнюсі (1929 р.) працював у загальній лікарні в Станиславові, одночасно вів приватну практику.
Степан Волянський у своїх спогадах описував Селепея так: «Смаглявий на виду, середнього росту, досить щуплий на тілі, але помітно серйозний і поважний, коли звернути увагу на його вік. Лікар у своєму званні з покликання і надзвичайно солідний, розумний і небуденний педант при піклуванні своїми пацієнтами. Його приймальня поміщена була в середмісті Надвірної, устаткована в нові здобутки машин лікарських винаходів, вичікувала нових пацієнтів, поборюючи трудні початки кожного нового лікаря на новому місці й серед незнаних ближче мешканців. Д-р Селепей приймав своїх пацієнтів дуже докладно, уважно стежив за станом їхнього здоров'я. В будь-яких розмовах з людьми, яких зустрічав — він рідко коли зажартував чи всміхнувся. Його теми в розмовах були переважно серйозні, далекі від почувань захоплення чи проявів життєрадісности».
У 1929 році переїхав до Надвірної. Відкрив власний лікарський кабінет, який знаходився на вул. 3-го Мая. Крім медицини, займався громадською діяльністю: був головою товариства «Відродження» (1932–1936), членом філії «Просвіта» та ветеранів українського війська, очолював спортивний клуб «Бескид».
Помер 22 лютого 1935 році в Надвірній. Похорони відбулися 24 лютого 1935 року. Похований на строму цвинтарі на вул. Соборній. Могила знаходиться зліва від центрального входу і накрита плоскою двоступінчастою бетонною плитою, на якій у верхній частині викарбуваний однораменний хрест, а нижче — підпис: «Тут спочиває чоловік і батько др. мед. Селепей Дмитро, прожив 38 років і помер 22. II. 1935. Земля йому пером.» У липні 2020 року членами станиці Надвірна — Пласт могилу доктора медицини Дмитра Селепея впорядковано і взято під опіку.

## Громадська діяльність

### «ПЛАСТ»
У 1929 році  засновував у м. Надвірна 73-й курінь молодіжної патріотичної організації «Пласт». У повідомленні 25 лютого 1932 року Надвірнянського старости до Станіславського воєводи про реєстрацію статуту «Відродження» твердиться: «Доктор Селепей Дмитро лікар з Надвірної у році 1929 був засновником „Пласту“. Василь Свідрук, Степан Дунець, Володимир Андрійович, Володимир Костик брали активну участь у нічних фізичних вправах по військовій схемі й займали керівні посади в 73 пластовому курені…».

### Товариство «Відродження».
5 листопада 1931 року ініціативна група у складі адвоката Костя Бачинського, лікаря Дмитра Селепея, отця Ігнатія Харука надіслали до Станіславського воєводства листа з проханням дозволити їм заснувати в Надвірній філію Українського Протиалкогольного Товариства «Відродження». 12 лютого 1932 року одержали дозвіл, але збори товариства відбулися 17 квітня 1932 року. Проводив їх Дмитро Селепей. Стати членами Товариства виявили бажання лише 27 осіб, переважно молодих. Усі члени Товариства поклялися на Біблії, що не вживатимуть напитків і засобів, що містять алкоголь, а також утримуватися від куріння. Щомісяця вони влаштовували безалкогольні забави, вечорниці, організували курси та виступали перед надвірнянцями з відчитами про шкідливість алкоголю і тютюну. Товариство «Відродження» у Надвірній проіснувало до 1936 року.

## Особисте життя
Одружений на Марії Бачинській. У 1932 році народився син Ярослав — майбутній акушер-гінеколог, кандидат медичних наук, доцент Львівського медичного інституту.